# سرنا اسکات توماس
سرنا اسکات توماس (انگلیسی: Serena Scott Thomas؛ زادهٔ ۲۱ سپتامبر ۱۹۶۱) یک هنرپیشه اهل بریتانیا است.
از فیلم‌ها یا برنامه‌های تلویزیونی که وی در آن نقش داشته است می‌توان به دنیا کافی نیست و روسپی‌خانه اشاره کرد.